# Shane (Film)
Shane (Mein Leben mit den Pogues) ist ein Dokumentarfilm aus dem Jahr 2020 unter der Regie von Julien Temple über Shane MacGowan den legendären Frontmann der irischen Band The Pogues. Produziert wurde der Film von Johnny Depp, Stephen Deuters und Jeremy Thomas.

## Der Film

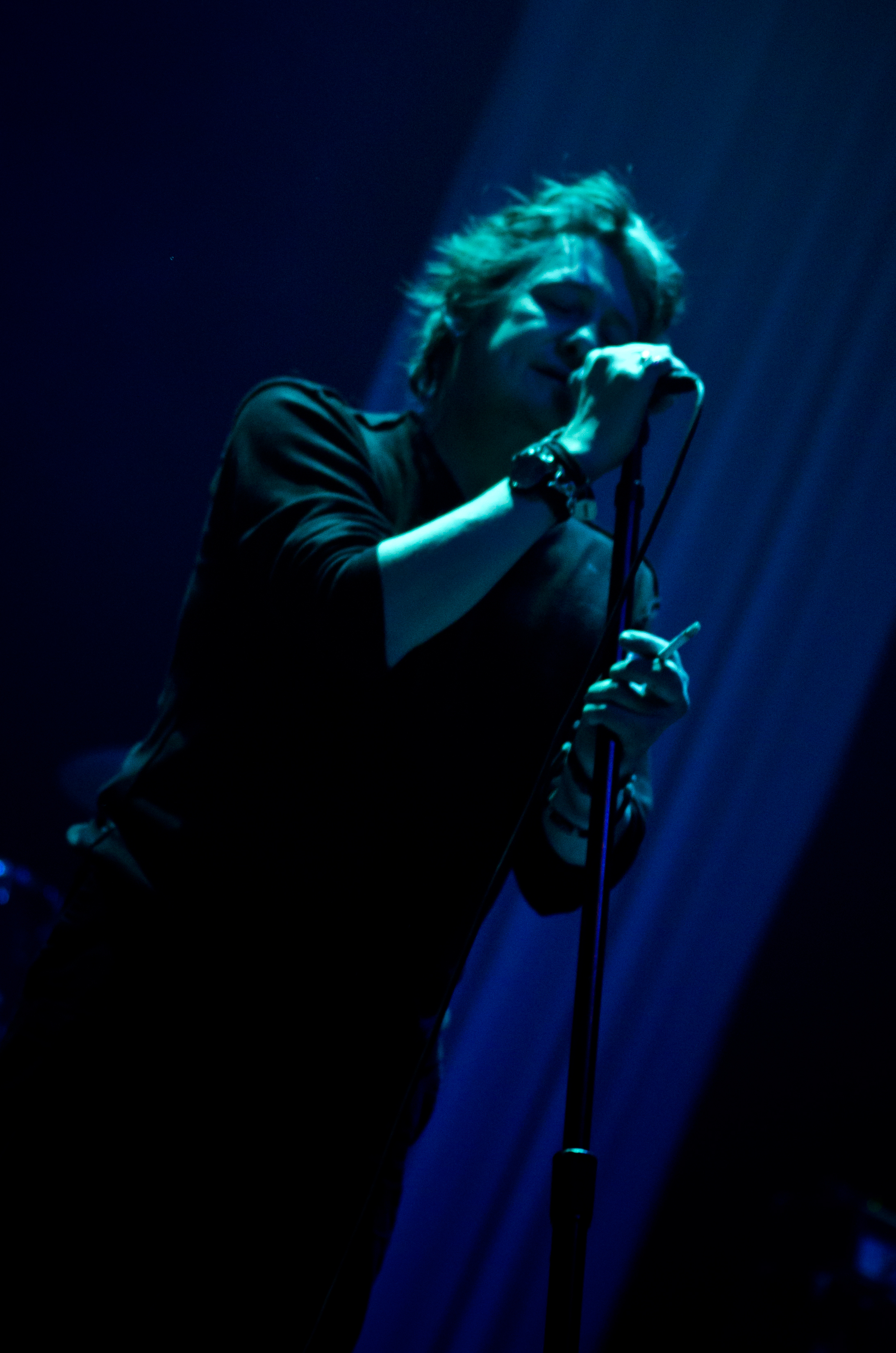
Shane MacGowan

Anhand bisher unveröffentlichter Archivaufnahmen, Bildmaterialien und Animationen skizziert der Filmemacher Julien Temple Stationen der bewegten Karriere Shane MacGowans. Im Film blickt MacGowan mit Anfang 60, vom exzessiven und bewegten Leben gezeichnet, auf bewegte Zeiten zurück. Dabei stehen insbesondere die 80er Jahre im Focus, in denen MacGowan mit den Pogues einen eigenen Stil, eine Mischung aus Irish Folk und Punk, kreierte. Die Dokumentation verwendet aber auch viel Zeit, um sich der Mentalität Shane MacGowans anzunähern und geht dabei zurück in die Kindheit MacGowans im irischen Tipperary und sogar noch weiter in die irische Vergangenheit. Zu Wort kommen unter anderem Zeitzeugen wie der irische Politiker Gerry Adams, MacGowans Freund Johnny Depp und Familienangehörige. Der Regisseur stellt MacGowans Leben nicht chronologisch dar. Vielmehr folgt er Spuren der irischen Kultur und Historie. Es gibt viele Szenen vom einfachen Leben in der irisch-katholischen Heimat. Aber auch das Leben der Familie MacGowan im ungeliebten englischen Exil mit all seinen Problemen wird ausführlich dargestellt.
Der Regisseur Julien Temple gilt als wichtiger Dokumentarist der Punk-Ära. Darüber hinaus hat er auch zahlreiche Musikvideos für Künstler anderer Richtungen gedreht. Bekannt wurde er insbesondere durch die Sex-Pistols-Dokumentation The Great Rock ’n’ Roll Swindle und das Musical Absolute Beginners mit Dawid Bowie.

## Kritiken
„Das Feuer brennt buchstäblich in diesem Musikerporträt. Es rahmt lodernd die Bilder von früher ein, feiert erst die künstlerische Leidenschaft und beginnt dann, die Aufnahmen zu verzehren. Es geht in diesem Dokumentarfilm um ein Leben im Rausch, nicht nur im schöpferischen, sondern auch im ganz prosaischen des Alkohols und der Drogen.“

„‚A Few Rounds with Shane MacGowan‘, wie der Film im Original heißt, ist genau das, eine Schatztruhe voller Ideen und ein paar Runden im Clinch mit dem Sänger und Song-Dichter, der alles zugleich ist, ein begnadeter Schöpfer, ein armseliges Wrack, ein melancholischer Poet, ein wüster Rebell, ein zärtlicher Patriot, der hier nie ausgestellt, sondern stets liebevoll umfangen wird.“

„Ohne Julien Temple wäre Punk eine Subkultur geblieben. Seine Filme haben die Sex Pistols und The Clash geadelt. Nun blickt er auf das wilde Leben des Pogues-Sängers Shane MacGowan zurück und erklärt das Geheimnis des größten lebenden irischen Trinkers.“

„Der Musikfilmer Julien Temple hat eine schillernde Doku über den einstigen Pogues-Sänger Shane MacGowan gedreht. Schön anzusehen ist dessen Altern nicht. Aber berührend.“

„Julien Temple porträtiert mit ‚Shane‘ den ehemaligen Sänger der Folkpunkband The Pogues. Dies gelingt ihm ungeschönt und ohne Verklärung.“

„‚Shane‘ ist mehr als die turbulente Biografie eines genialischen Musikers, eine rhythmisch montierte Zeitreise durch den irisch-britischen Konflikt und die Protestbewegungen der 1970er- und 1980er-Jahre, kurzweilig und auf unterhaltsame Weise lehrreich.“